# Alessandro Balzan
Alessandro Balzan (ur. 17 października 1980 roku w Rovigo) – włoski kierowca wyścigowy.

## Kariera
Balzan rozpoczął karierę w wyścigach samochodowych w 1998 roku od startów w Renault Megane Winter Cup Italy oraz we włoskiej Formule Renault Campus. W obu seriach odniósł dwa zwycięstwa. W Formule Renault uplasował się na szóstej pozycji. W późniejszych latach Włoch pojawiał się także w stawce Renault Clio V6 Winter Cup Italy, Renault Megane Sport Cup Italy, Renault Sport Clio Trophy, Renault Clio V6 Trophy, Renault Clio International Cup, Alfa 147 Cup Italy, European Touring Car Championship, Italian Super Touring Car Championship, European Touring Car Cup, World Touring Car Championship, Mégane Trophy Eurocup, Superstars Championship Italy, Italian GT Championship, Porsche Supercup, Włoskiego Pucharu Porsche Carrera, Światowego Pucharu Porsche Carrera, Endurance Champions Cup, Ferrari Challenge Europe - Trofeo Pirelli, Grand American Rolex Series, 24-godzinnego wyścigu Daytona, Blancpain Sprint Series oraz United Sports Car Championship.
W World Touring Car Championship Włoch startował w latach 2005-2006. Podczas drugiego wyścigu włoskiej rundy w sezonie 2006 uplasował się na czwartej pozycji. Z dorobkiem pięciu punktów uplasował się na 22 pozycji w klasyfikacji generalnej.